# حجاب الجهل

حجاب الجهل والموضع الأصلي هي مفاهيم قدمها أول الأمر جون هارساني
 واهتم بها لاحقاً جون راولز في كتابه «نظرية العدالة» 
. وهي وسيلة لتحديد أخلاقية قضية ما (الرق على سبيل المثال) بناء على التجربة الفكرية التالية: الأطراف فيما يُسمى ب «الموضع الأصلي» لايعلمون شيئاً عن قدراتهم، أذواقهم، وطبقاتهم داخل المجتمع. فحجاب الجهل يحجب هذه المعرفة، بحيث أن المرء لايعرف ماهو العبء أو الامتيازات الاجتماعية التي سترسو عليه بعد أن يُكشف هذا الحجاب. مع حجب هذه المعرفة، يجب على هذه الأطراف في «الموضع الأصلي» أن تقرر تلك المبادئ التي يقوم عليها توزيع الحقوق، المناصب، والموارد في المجتمع. كما قال راولز.. «لا يوجد أحد يعرف موقعه في المجتمع، ولا طبقته الاجتماعية أو حالته، ولا يعرف حتى نصيبه من التوزيع للموارد الطبيعية ولا القدرات، لا ذكاؤه ولا قوته ولا هيئته». الفكرة إذن تكمن في نزع القيمة من هذه الاعتبارات الشخصية، والتي، أخلاقيا، لا علاقة لها بعدالة أو لا عدالة المبادئ التي يقوم عليها توزيع ميزات أو عوائد التعاون الاجتماعي.
على سبيل المثال، في المجتمع الخيالي، المرء قد يكون ذكياً غنياً أو مولود في طبقة اجتماعية أعلى وربما يكون بالعكس أي ذو قدرات ذهنية محدودة وفقيراً وفي طبقة اجتماعية أدنى.. بما أن المرء قد يكون في أي موضع في المجتمع عندما يُرفع الحجاب، فهذه الأداة ستجبر الكل ليرى المجتمع من وجهة نظر الأفراد الأسوأ حالاً داخل المجتمع.
حجاب الجهل هو جزء من تقليد قديم في التفكير حسب مبادئ العقد الاجتماعي. كتابات ايمانويل كانت، توماس هوبز، جون لوك، جان جاك روسو، وتوماس جيفرسون، تقدم أمثلة على هذه العادة.